# Trollsvattnet (Hotagens socken, Jämtland, 710574-144106)
Trollsvattnet är en sjö i Krokoms kommun i Jämtland och ingår i Indalsälvens huvudavrinningsområde. Sjön har en area på 0,12 kvadratkilometer och ligger 697,8 meter över havet. Trollsvattnet ligger i Gråberget-Hotagsfjällen Natura 2000-område.

## Delavrinningsområde
Trollsvattnet ingår i det delavrinningsområde (710650-144038) som SMHI kallar för Utloppet av Trollsvattnet. Medelhöjden är 744 meter över havet och ytan är 9,39 kvadratkilometer. Det finns inga avrinningsområden uppströms utan avrinningsområdet är högsta punkten. Vattendraget som avvattnar avrinningsområdet har biflödesordning 4, vilket innebär att vattnet flödar genom totalt 4 vattendrag innan det når havet efter 301 kilometer. Avrinningsområdet består mestadels av skog (53 procent), öppen mark (20 procent) och sankmarker (23 procent). Avrinningsområdet har 0,31 kvadratkilometer vattenytor vilket ger det en sjöprocent på 3,3 procent.